# Acropora spathulata
Acropora spathulata là một loài san hô trong họ Acroporidae. Loài này được Brook mô tả khoa học năm 1891.